# Дубники (Смолевицький район)
Дубники (біл. вёска Дубнікі) — село в складі Смолевицького району Мінської області, Білорусь. Село підпорядковане Курганській сільській раді, розташоване в центральній частині області.